# Australopericoma falcata
Australopericoma falcata és una espècie d'insecte dípter pertanyent a la família dels psicòdids.

## Descripció
- El mascle fa entre 0,90-0,92 mm de llargària a les antenes, mentre que les ales li mesuren 1,98-2,03 de longitud i 0,70-0,75 d'amplada.
- Absència d'òrgans sensorials al tòrax del mascle.
- La femella no ha estat encara descrita.[2]

## Distribució geogràfica
Es troba a Sud-amèrica: Veneçuela.